# Bernd Wunderlich
 (juin 2025).
Si vous disposez d'ouvrages ou d'articles de référence ou si vous connaissez des sites web de qualité traitant du thème abordé ici, merci de compléter l'article en donnant les références utiles à sa vérifiabilité et en les liant à la section « Notes et références ».
Pour les articles homonymes, voir Wunderlich.
Bernd Wunderlich, né en 1958, est un patineur artistique est-allemand, champion d'Allemagne de l'Est en 1975.

## Biographie

### Carrière sportive
Bernd Wunderlich patine pour le club SC Dynamo Berlin et est entraîné par Inge Wischnewski. Il remporte la coupe de l'amitié en 1973 à Bucarest. En 1975, il est champion d'Allemagne de l'Est, profitant de l'absence du favori Jan Hoffmann pour cause de blessure.
Il représente son pays à trois championnats européens (1972 à Göteborg, 1974 à Zagreb et 1975 à Copenhague) et trois mondiaux (1973 à Bratislava, 1974 à Munich et 1975 à Colorado Springs). Il ne participa jamais aux Jeux olympiques d'hiver.
Il arrête les compétitions sportives après les mondiaux de 1975, à l'âge de 16 ans.

## Palmarès
| Compétitions principales          | 1971    | 1972    | 1973    | 1974    | 1975    |  |  |  |  |  |  |  |  |  |  |
| Jeux olympiques d'hiver           |         |         |         |         |         |  |  |  |  |  |  |  |  |  |  |
| Championnats du monde             |         |         | 17e     | 13e     | 14e     |  |  |  |  |  |  |  |  |  |  |
| Championnats d’Europe             |         | 11e     |         | 9e      | 7e      |  |  |  |  |  |  |  |  |  |  |
| Championnats d'Allemagne de l'Est | 3e      | 2e      | 2e      | 3e      | 1er     |  |  |  |  |  |  |  |  |  |  |
|                                   |         |         |         |         |         |  |  |  |  |  |  |  |  |  |  |
| Autre compétition                 | 1970/71 | 1971/72 | 1972/73 | 1973/74 | 1974/75 |  |  |  |  |  |  |  |  |  |  |
| Moscou Skate                      |         | 6e      | 3e      |         |         |  |  |  |  |  |  |  |  |  |  |
|                                   |         |         |         |         |         |  |  |  |  |  |  |  |  |  |  |